# Nancy Boyda
Nancy Boyda, född 2 augusti 1955 i Saint Louis, Missouri, är en amerikansk politiker. Hon representerade delstaten Kansas 2:a distrikt i USA:s representanthus 2007-2009. Distriktet omfattar östra delen av Kansas, inklusive huvudstaden Topeka. Boyda besegrade sittande kongressledamoten Jim Ryun i kongressvalet i USA 2006. Boyda fick 51% av rösterna mot 47% för Ryun. Hon förlorade sitt mandat i representanthuset i kongressvalet i USA 2008 mot Lynn Jenkins.
Boyda avlade examina i både kemi och pedagogik vid William Jewell College i Liberty, Missouri. Hon var tidigare republikan men bytte 2003 parti till demokraterna, eftersom hon uppfattade att republikanerna hade blivit alltför konservativa. Hon utmanade Jim Ruyn redan i kongressvalet i USA 2004 som demokraternas kandidat men förlorade. George W. Bush vann rösterna i Kansas 2:a kongressdistrikt i presidentvalet i USA 2004 med ännu större marginal än vad Ryun gjorde i kongressvalet. Två år senare hjälptes Boyda av partikamraten Kathleen Sebelius stora segermarginal i guvernörsvalet i Kansas.
Boyda är metodist.